# Uhryniw (Iwano-Frankiwsk)
Uhryniw (ukrainisch Угринів;  russisch Угринов Ugrinow, polnisch Uhrynów) ist ein Dorf in der ukrainischen Oblast Iwano-Frankiwsk mit etwa 3200 Einwohnern (2001).
Am 29. April 2018 wurde das Dorf zum Zentrum der neugegründeten Landgemeinde Uhryniw (Угринівська сільська громада/Uhryniwska silska hromada), zu dieser zählen auch noch das Dorf Klusiw (Клузів), bis dahin bildete es die 9,55 km² große gleichnamige Landratsgemeinde.
Am 12. Juni 2020 wurde das Dorf, welches bis dahin im Rajon Tysmenyzja lag, ein Teil des Rajons Iwano-Frankiwsk.
Folgende Orte sind neben dem Hauptort Uhryniw Teil der Gemeinde:
| Name                     | Name       | Name            | Name     |
| ukrainisch transkribiert | ukrainisch | russisch        | polnisch |
| ------------------------ | ---------- | --------------- | -------- |
| Klusiw                   | Клузів     | Клузев (Klusew) | Kłuzów   |

Das erstmals 1440 schriftlich erwähnte Dorf ist die einzige Ortschaft im Norden des ehemaligenRajon Tysmenyzja.
Die Ortschaft im Osten der historischen Landschaft Galizien grenzt an den Norden des Stadtgebietes der Oblasthauptstadt Iwano-Frankiwsk. Das ehemalige Rajonzentrum Tysmenyzja liegt 16 km südöstlich des Dorfes.
Durch das Dorf verlaufen die Fernstraßen N 09 und N 10. Uhryniw besitzt einen Bahnhof an den Bahnstrecken Lwiw–Tscherniwzi und Stryj–Iwano-Frankiwsk.

## Söhne und Töchter der Ortschaft
- Wiktor Idso (Віктор Святославович Ідзьо; * 26. November 1960); Historiker, Schriftsteller, Hochschullehrer  und von 2000 bis 2015 Rektor der Ukrainischen Staatlichen Universität in Moskau.
- Chrystyna Stuj (* 3. Februar 1988); Sprinterin